# 16881 Angelinmathew
A 16881 Angelinmathew (ideiglenes jelöléssel (16881) 1998 BH12) a Naprendszer kisbolygóövében található aszteroida. A LINEAR projekt keretében fedezték fel 1998. január 23-án.